# Jack Donohue
Jack Donohue (3 de noviembre de 1908 – 27 de marzo de 1984) fue un director, productor y actor cinematográfico y televisivo de estadounidense.

## Carrera
Su nombre completo era John Francis Donohue, y nació en Nueva York, Estados Unidos. Donohue empezó su carrera en los años 1930 como bailarín en el espectáculo Ziegfeld Follies. Poco tiempo después de su período con Ziegfeld, él bailó en espectáculos de vodevil, hasta que decidió trasladarse a Hollywood.
En las décadas de 1930 y 1940 alternó las actuaciones en Hollywood con el trabajo teatral en el circuito de Broadway, donde destacó en la coreografía de los musicales Top Banana y Mr. Wonderful. 
Donohue debutó como director con el film de 1948 Close-Up, rodado íntegramente en Nueva York. A lo largo de una carrera que se prolongó durante más de cinco décadas, dirigió otras muchas producciones, entre ellas Babes in Toyland (1961), Marriage on the Rocks (1965), y Assault on a Queen (1966). 
Se inició como director televisivo en el programa de variedades de los años 1950 The Frank Sinatra Show, gracias al cual tuvo una cercana relación con algunos de los más destacados artistas del mundo del espectáculo de la época, entre ellos Frank Sinatra, Dean Martin, y Red Skelton. En sus últimos años tuvo la oportunidad de trabajar en las producciones Chico and the Man, The Lucy Show y The Jim Nabors Hour. 
Su carrera interpretativa fue más breve, participando en un total de once producciones.

## Vida personal
Donohue se casó con la actriz noruega Tutta Rolf en 1936. Ella había estado casada con el actor sueco Ernst Rolf, el cual falleció en 1932. Ella aportó al matrimonio un hijo, Ernst Rolf Jr., fruto de su relación con Ernst Rolf, y que se hizo conocido por el nombre artístico de Tom Rolf. 
Donohue tuvo una hija con Tutta Rolf, la actriz Jill Donohue, nacida en 1940. Rolf y Donohue se divorciaron en 1950. 
Jack Donohue falleció en 1984 en Marina del Rey, California, a causa de un infarto agudo de miocardio, a los 75 años de edad. Sus restos fueron incinerados, y las cenizas esparcidas en el mar.

## Filmografía

### Director
- Close-Up (1948)
- The Yellow Cab Man (1950)
- Watch the Birdie (1950)
- The Frank Sinatra Show (1950-51) (29 episodios)
- The Revlon Mirror Theater (1953)
- Lucky Me (1954)
- That's My Boy (1954)
- The Colgate Comedy Hour (1954)
- Red Skelton Revue (1954) (8 episodios)
- The Red Skelton Show (1954-55) (6 episodios)
- The George Gobel Show (1957)
- The Frank Sinatra Show (1957-58) (19 episodios)
- Startime (1959-60) (2 episodios)
- The Mickey Rooney Show (1960) (Telefilm)
- The Dinah Shore Chevy Show (1961)
- Babes in Toyland (1961)
- Margie (1961-62) (4 episodios)
- Disneyland (1961-69) (2 episodios)
- Follow the Sun (1962)
- The Lucy Show (1962-68) (98 episodios)
- Vacation Playhouse (1963)
- Mr. and Mrs. (1964) (Telefilm)
- Divorcio a la americana (1965)
- Assault on a Queen (1966)
- Vacation Playhouse (1966)
- The Don Knotts Special (1967) (TV)
- Here's Lucy (1968-74) (11 episodios)
- La extraña pareja (1971-75) (14 episodios)
- Anna and the King (1972)
- The Sandy Duncan Show (1972)
- The Paul Lynde Show (1972) (4 episodios)
- The Brady Bunch (1972-73) (3 episodios)
- Love Thy Neighbor (1973)
- Happy Anniversary and Goodbye (1974) (Telefilm)
- Lucy Gets Lucky (1975) (Telefilm)
- Chico and the Man (1975-78) (69 episodios)
- Miss Winslow and Son (1979)
- Wally Brown (1979)
- Sinatra: The First 40 Years (1980) (TV)
- Lucy Moves to NBC (1980) (Telefilm)

### Productor
- The Frank Sinatra Show (1950-51) (24 episodios)
- The Colgate Comedy Hour (1954)
- The Red Skelton Show (1954-55) (6 episodios)
- The George Gobel Show (1957)
- Startime (1959-60) (2 episodios)
- The Mickey Rooney Show (1960) (Telefilm)
- The Lucy Show (1964-65) (6 episodios)
- Vacation Playhouse (1966) (2 episodios)
- Dick Van Dyke Special (1967) (Telefilm)

### Actor
- Our Little Girl (1935)
- Rhythm in the Air (1936)
- O.H.M.S. (1937)
- Variety Hour (1937, corto)
- Ship's Concert (1937, corto)
- Keep Smiling (1938, corto)
- Babes in Toyland (1961)
- The Lucy Show (1963)
- Here's Lucy (1968)
- Here's Lucy (1974)
- Win, Plant, of Steal (1975)
- Lucy Gets Lucky (1975)

### Guionista
- Suns o' Guns (1936)
- Rhythm in the Air (1936)
- Close-Up (1948)

### Compositor
- Lost in a Harem (1944)
- Neptune's Daughter (1949)
- Calamity Jane (1953)